# Christopher Carpentier
Christopher Alan Carpentier del Villar más conocido como Chris Carpentier (Santiago, 23 de agosto de 1973) es un chef, presentador de televisión  y empresario gastronómico chileno, conocido principalmente por su rol de presentador y juez del programa de Telerrealidad MasterChef de su país y su participación como jurado de MasterChef Celebrity en Colombia.

## Carrera
A los 18 años viajó con destino a Estados Unidos y estudió cocina en Washington D. C.. Durante su etapa de estudiante adquirió experiencia trabajando como camarero. Luego trabajó en la cocina de chefs reconocidos como Jean Louis Palladin, Tino Buggio y Michel Richard. Después de graduarse regresó a Chile, a finales de los años noventa. Su primer trabajo fue con su antiguo mentor, Coco Pacheco, un conocido cocinero local. Más tarde continuó su carrera en el Hotel Costa Real de La Serena.
Tras una operación de levantamiento de fondos, abrió el Restaurante Agua en Santiago, reconocido por la revista Condé Nast Traveler Magazine, que lo incluyó en su listado de los 50 mejores restaurantes a nivel mundial, durante 2002.
Su carrera atravesó una complicada etapa al sufrir una serie de desavenencias a nivel personal y laboral, que lo llevaron a sufrir problemas de salud y a retirarse de su trabajo durante un tiempo.
Una vez recuperado, volvió a trabajar, abriendo nuevos restaurantes y expandiendo su actividad a la televisión. Formó un equipo de especialistas en el área de comunicación, con quienes genera sus propios contenidos creativos y audiovisuales (El Contenedor, Oink), plataformas que también aportan contenidos a la categoría de Food & Beverages de la Región.
En la actualidad, Carpentier es uno de los chefs con más pantalla en la televisión chilena. Lleva adelante los programas C-Cocina y Entre Chefs, en el Canal 13 de Chile, y protagonizó Chris Quick en Fox Life. También es uno de los jurados y participa en la producción del reality MasterChef en su versión chilena, y también en MasterChef Celebrity Colombia.
Es dueño de los restaurantes El Barrio (cocina multicultural) y Maldito Chef (bar de sándwiches gourmet). En 2013 trabajó en el Hotel Faena en Buenos Aires, y fue parte en el collaboratory para el nuevo Hotel Faena en Miami.

## Cocina
Su estilo de cocina gira en torno a los ingredientes locales y productos frescos, integrando métodos tradicionales y técnicas modernas. Recoge principalmente influencias de las cocinas latinoamericanas, francesas, italianas y orientales.

## Libros
- Maldito Chef (2009), Editorial Point Design.[16]
- Cocina de Barrio (2014), Editorial Planeta.[17]

## Premios
- 1999, Galardón de la American Chef Cup (categoría "Mariscos", Brasil)[18]
- Chef de Chefs (Asociación Chilena de Gastronomía, primer puesto en 2001 y segundo puesto en 2003)[19][20]
- 2010, Chef del Bicentenario de Chile.[21]

## Programas
| Año       | Programa                                     | Rol                      | Canal        |
| --------- | -------------------------------------------- | ------------------------ | ------------ |
| 2001-2002 | Mucho Gusto                                  | Presentador              | Mega         |
| 2014-2019 | MasterChef Chile (1°-4° temporada)           | Jurado                   | Canal 13     |
| 2016      | Junior MasterChef Chile                      | Jurado                   | Canal 13     |
| 2017      | Contigo, pan y cebolla                       | Presentador              | UCV TV       |
| 2018      | MasterChef Celebrity Colombia (1° Temporada) | Jurado                   | Canal RCN    |
| 2019-2020 | MasterChef Celebrity Colombia (2° Temporada) | Jurado                   | Canal RCN    |
| 2020      | MasterChef Celebrity Chile (1° Temporada)    | Jurado y presentador     | Canal 13     |
| 2020      | Oye al chef                                  | Chef guía                | Chilevisión  |
| 2021      | MasterChef Celebrity Colombia (3° Temporada) | Jurado                   | Canal RCN    |
| 2021      | Metido en tu cocina                          | Presentador              | Canal RCN    |
| 2022      | MasterChef Ecuador (3° Temporada)            | Jurado invitado especial | Teleamazonas |
| 2022      | MasterChef Celebrity Colombia (4 Temporada)  | Jurado                   | Canal RCN    |
| 2023      | MasterChef Celebrity Colombia (5 Temporada)  | Jurado                   | Canal RCN    |